# Ciutat Perduda
Ciutat Perduda, també coneguda com a Teyuna o Buritaca-200, és un antic poblat indígena tairona i jaciment arqueològic pertanyent a la ciutat de Santa Marta, a Colòmbia. Fou construïda al voltant del s. VIII de, i era i és considerada un dels principals jaciments arqueològics de Colòmbia.
Forma part d'un dels més de 250 poblats antics dels quatre grups indígenes trobats a la cara nord i sud-oest de la Serra Nevada de Santa Marta, al departament del Magdalena al nord de Colòmbia.

## Història
Les comunitats indígenes tairones edificaren Ciutat Perduda al voltant de l'any 700.
Després de gairebé 400 anys d'abandó, fou descoberta per guaqueros (saquejadors de tombes) casualment al 1973; mentre exploraven antics assentaments propers es trobaren amb una escala de 1.200 esglaons de pedra coberts de molsa, terra i arrels. Només fins al 1976 el govern colombià conegué la seua existència per rumors que s'havien escampat a Santa Marta sobre tresors d'or i quars.
El 1976 una expedició encapçalada per Gilberto Cadavid i Luisa Fernanda Herrera i formada per 3 arqueòlegs, un arquitecte i 2 guaqueros (que feren de guies) i després de gairebé 12 dies de travessia arribaren al jaciment arqueològic; en recopilaren prou proves perquè el llavors president Alfonso López Michelsen aprovara el pressupost per a la recuperació del denominat Buritaca 200.
Els membres de les tribus locals, els arhuacs, koguis i wiwes, han declarat que havien visitar el lloc amb regularitat abans que fos àmpliament descobert, però havien guardat silenci sobre el tema. Anomenen la Ciutat perduda Teyuna i creuen que fou el cor d'una xarxa de llogarets habitats pels seus avantpassats, els Tairona.
Ciutat Perduda degué ser el centre polític i manufacturer de la regió a la vora del riu Buritaca i degué albergar de 2.000 a 8.000 persones. Aparentment fou abandonada durant la invasió espanyola.

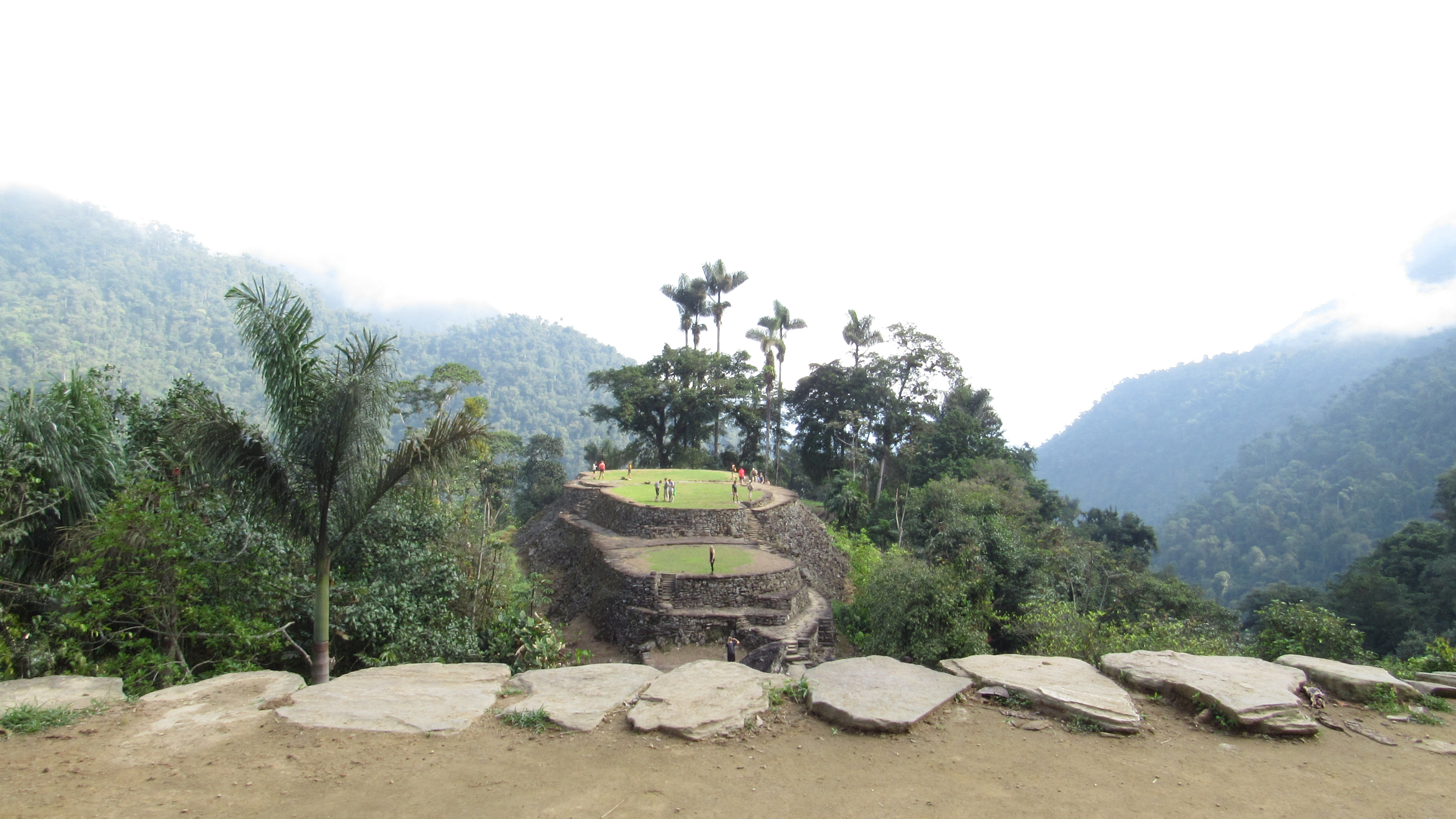
Zona central de la ciutat. Hi havia estructures de fusta sobre les plataformes de pedra

## El lloc
S'aixeca entre els 900 i els 1.300 m d'altura, sobre els contraforts del Turó Correa, a la zona nord de la Serra Nevada de Santa Marta sobre el marge dret del riu Buritaca. Els indígenes de la zona li diuen Teyuna, i per això es denomina Parc Arqueològic Ciutat Perduda-Teyuna, tot i que dins de la nomenclatura de jaciments arqueològics de la Serra Nevada de Santa Marta també se li coneix com a Buritaca-200.
El lloc inclou un complex sistema de construccions, camins empedrats, escales i murs intercomunicats per una sèrie de terrasses i plataformes sobre les quals es construïren centres cerimonials, cases i magatzems de queviures. Les estructures descobertes fins ara ocupen una àrea d'aproximadament 35 hectàrees, en les quals es poden trobar fins a 169 terrasses de pedra. Des del seu descobriment l'ha administrat l'Institut Colombià d'Antropologia i Història (ICANH) com a Parc Arqueològic Nacional.
Com que és una reserva arqueològica conservada per l'autoritat nacional i els actuals indígenes residents en aquestes terres, per arribar a Ciutat Perduda s'ha de fer una sèrie de contribucions a les comunitats de la zona, camperoles i indígenes, que s'encarreguen de mantenir la pau i harmonia en aquest lloc ancestral. El Parc Arqueològic Teyuna Ciutat Perduda només es pot visitar després de diversos dies de caminada amb guia.

## Distincions
El 2007 Ciutat Perduda o Teyuna obtingué la cinquena posició com una de les 7 Meravelles de Colòmbia, en un sufragi amb més de 14.000 vots.